# سانتیاگو اراگون
سانتیاگو اراگون (انگلیسی: Santiago Aragón؛ زادهٔ ۳ آوریل ۱۹۶۸) بازیکن فوتبال اهل اسپانیا است.
از باشگاه‌هایی که در آن بازی کرده‌است می‌توان به باشگاه فوتبال اسپانیول، باشگاه فوتبال رئال ساراگوسا، باشگاه فوتبال رئال مادرید، باشگاه فوتبال رئال وایادولید، و باشگاه فوتبال رئال مادرید کاستیا اشاره کرد.
وی همچنین در تیم‌های ملی فوتبال زیر ۱۸ سال اسپانیا و زیر ۲۱ سال اسپانیا بازی کرده‌است.